# Type 97 Chi-Ha Kai
Le Type 97 Chi-Ha Kai (parfois appelé Type 97 Shinhoto Chi-Ha) était un char moyen utilisé par l'Armée impériale japonaise durant la Seconde Guerre mondiale. C'est l'évolution du char antérieur Type 97 Chi-Ha (Kai signifiant "amélioré" et Shinhoto "nouvelle tourelle"). Ce char est considéré comme le meilleur char japonais à avoir combattu durant la guerre du Pacifique.

## Développement

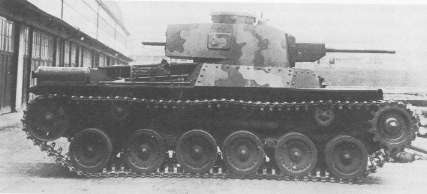
Vue de côté d'un Type 97 Chi-Ha Kai.

Les observateurs de l'Armée japonaise ayant assisté aux développements des chars de combat en Europe, ont, comme beaucoup d'autres forces militaires, étudié l'expérience acquise par l'emploi des chars allemands, soviétiques et italiens durant la guerre d'Espagne. Le Type 97 Chi-Ha Kai ne fut pas qu'un simple modèle réarmé : pour améliorer sa capacité antichar, une nouvelle tourelle agrandie pour trois hommes et armée d'un canon à haute vélocité de 47 mm fut combinée avec le châssis du Chi-Ha original. Le canon long (2,5 m) et à haute vélocité (730 m/s) fut mis au point lorsque le Type 94 se révéla insuffisant pour percer le blindage de la plupart des chars russes de la génération 1939-1940. Le canon fut testé à partir de 1938 et fut d'abord rejeté en raison de ses mauvaises performances. Mais, après quelques améliorations, il fut finalement adopté par l'état-major de l'armée impériale en tant que nouveau canon antichar principal.
Le premier prototype de Chi-Ha Kai ne fut prêt que fin 1941 et sa production a commencé au début de 1942, où il remplaça le Type 97 original sur les chaînes de montage des usines. Environ 300 anciens Type 97 furent également convertis et équipés de la nouvelle tourelle et du canon de 47 mm haute vélocité. Lorsque la production cessa finalement en 1943, 930 exemplaires avaient été livrés. La très forte demande de l'armée (plus de 2 500 exemplaires avaient été commandés) ne put être satisfaite à cause du manque de matières premières que l'industrie japonaise subissait quotidiennement.
La conception du Chi-Ha Kai fut largement intégrée dans les nouveaux Type 1 Chi-He et ses variantes.

### Variantes avec canon de 120 mm

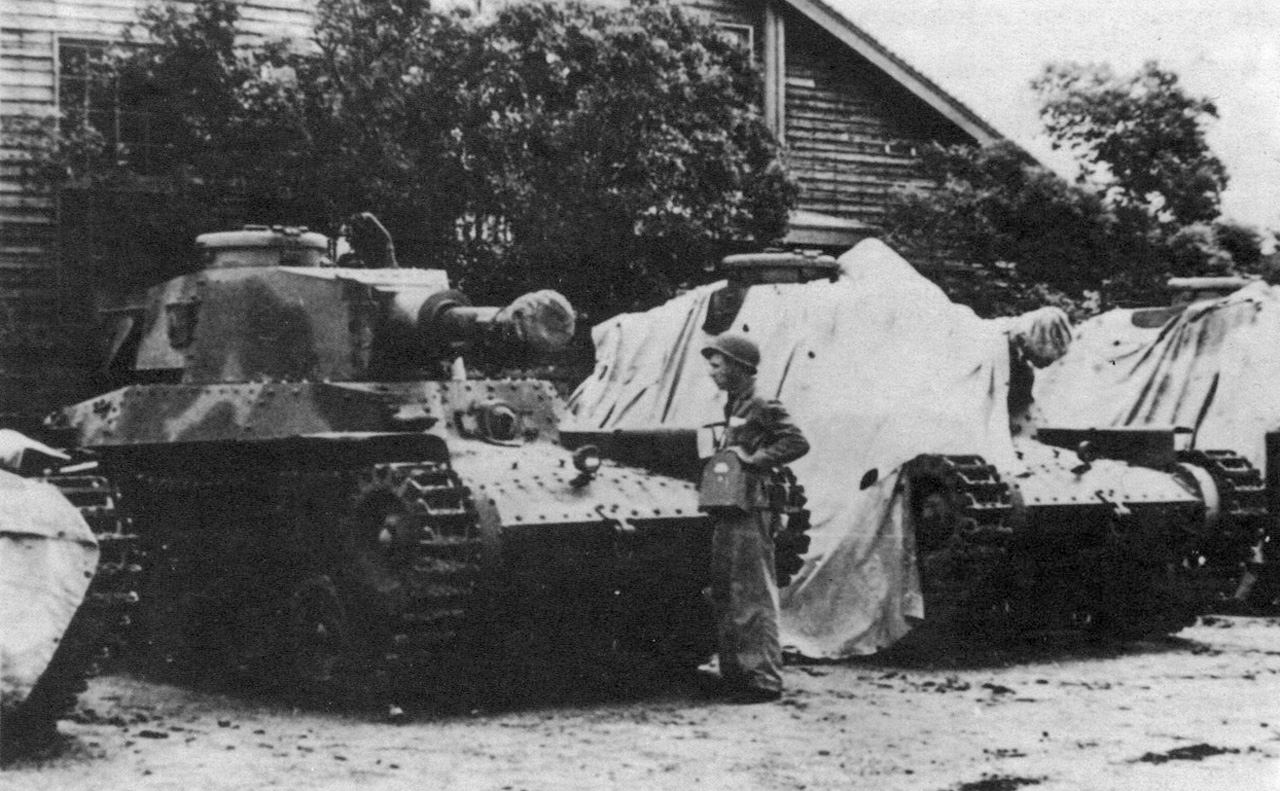
Chi-Ha à canon court de 120 mm au chantier naval de Sasebo en 1945.

Deux variantes du Chi-Ha Kai équipé d'un canon d'artillerie navale de 120 mm ont vu le jour :
Produit tard vers la fin de la guerre, le Chi-Ha à canon court de 120 mm (Chi-Ha Kai II) est une variante construite pour la Marine impériale japonaise. Cette dernière cherchait à acquérir un char similaire au Type 2 Ho-I (en) afin de fournir un appui rapproché aux troupes, mais avec une plus grande puissance de feu capable de détruire tous les types de char Sherman existant. Le canon standard de 47 mm fut donc remplacé par un canon court de marine de 120 mm, pourvu d'un imposant frein de bouche. La tourelle fut modifiée pour accueillir l'énorme pièce d'artillerie, certes miniaturisée. Notons la présence d'un petit compartiment de rangement à l'arrière de la tourelle. Seulement une douzaine de ces engins furent produits pour les Forces navales spéciales de débarquement,, dont la moitié furent basé sur le châssis du Chi-To qui avait un bien meilleur blindage frontal.

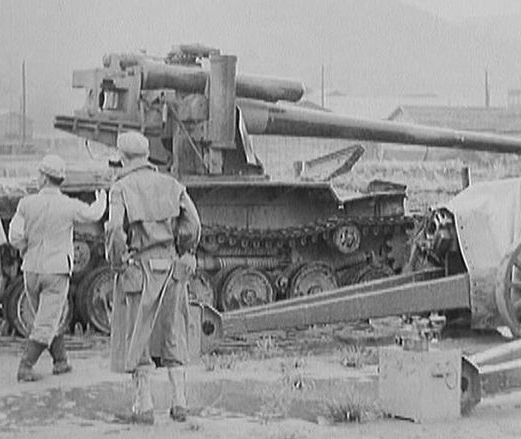
Canon Automoteur naval de 12 cm montré au personnel US en 1945.

Il y eut aussi un prototype mis au point par la marine impériale japonaise, connu sous le nom de Canon Automoteur naval de 12 cm ou Canon Automoteur long de 120 mm (Naval 12 cm SPG ou Long Barrel 120 mm SPG, SPG étant l'abréviation de canon automoteur en anglais). Le canon n'était pas logé dans une tourelle comme la version courte, mais monté à l'arrière sur un châssis de type 97 Chi-Ha, et il n'avait pas de casemate. Un prototype fut construit. Son sort à la fin de la guerre reste inconnu.

## Service opérationnel
Lorsque le Type 97 est entré en service, correctement équipé et préparé, des unités d'infanterie mécanisées furent formées. Ils furent utilisés pour la première fois au combat lors de la bataille de Corregidor, durant la première campagne des Philippines, en 1942. Une troupe spéciale, le « Détachement Matsuoka » fut formée à partir du 2e régiment de blindés et envoyée sur place. Selon un compte-rendu, ils furent très performants au combat en « réduisant au silence plusieurs positions défensives américaines ». Les commandants japonais ont montré une « utilisation habile et ingénieuse des chars » lors des premières victoires des forces militaires japonaises. Cette habileté fut largement démontrée lors de l’invasion japonaise de la Malaisie, où le poids plus léger des chars moyens japonais permettait aux troupes d'infanterie une avance rapide et appuyées en force par ces blindés. Ces percées fulgurantes et soutenues ont stupéfié les défenseurs britanniques, qui ne furent pas en mesure d’établir des lignes de défense efficaces.
Au cours de la bataille de Guam, vingt-neuf chars d'assaut Type 97 et Type 95 du 9e régiment de chars de l'armée impériale et neuf Type 95 de la 24e compagnie de chars furent perdus, n'ayant aucune chance face aux M4 Sherman et aux soldats américains équipés de bazookas. Pendant la bataille d'Okinawa, il y avait seulement treize Type 95 et quatorze Type 97 appartenant au 27e régiment comparé aux huit cents chars appartenant à huit bataillons de l'Armée américaine et deux du Corps des Marines. Les chars japonais seront logiquement repoussés lors de leurs contre-attaques du 4 au 5 mai 1945. La défense de l'armée du Guandong lors de l'invasion de la Mandchourie par l'Union soviétique sera également un échec complet, bien que les mouvements de combat de chars contre chars furent très peu nombreux. L'Armée rouge aura capturé 389 chars durant son action.
Durant la Grande Contre-offensive des nationalistes chinois débutée en avril 1945, l'Armée nationale révolutionnaire repoussa ardemment au mois de juillet les troupes japonaises en récupérant beaucoup de matériels militaire laissé sur place dont certains chars Type 97 Chi-Ha Kai. Au début du mois d'août, les Chinois reprirent complètement le contrôle du Jiangxi, encerclèrent les troupes japonaises restantes et investirent la ville de Nanchang.
Jusque-là vulnérables face aux chars alliés et soviétiques (comme le M3 Lee/Grant, le M4 Sherman et le T-34), le canon de 47 mm à haute vélocité donna au Type 97 une chance de les affronter. Le canon de 47 mm était efficace contre les chars légers et pouvait percer les flancs et l'arrière du Sherman. Pour cette raison, certains Chi-Ha étaient semi-enterrés et dissimulés afin de tendre des embuscades aux chars américains. D'autres furent aussi semi-enterrés pour former un noyau de défense de points fortifiés durant les combats de l'île de Luçon ou encore la bataille d'Iwo Jima en 1945.
À la fin de la Seconde Guerre mondiale, les chars japonais capturés par les Soviétiques furent livrés à l'armée communiste chinoise. Après sa victoire en 1949, l'Armée populaire de libération (APL) continua de les utiliser encore quelques années.

### Gongchen
Gongchen (chinois: 號; pinyin: gōngchénhào) est le nom donné à un char moyen Type 97 Kai de construction japonaise, capturé et utilisé au sein de l'Armée populaire de libération. C'est le tout premier char utilisé par l'armée populaire de libération], qui servit pendant la guerre civile chinoise contre l'armée nationale révolutionnaire. Après des faits d'arme importants, le char et son équipage sont devenus célèbres au sein de l'armée.

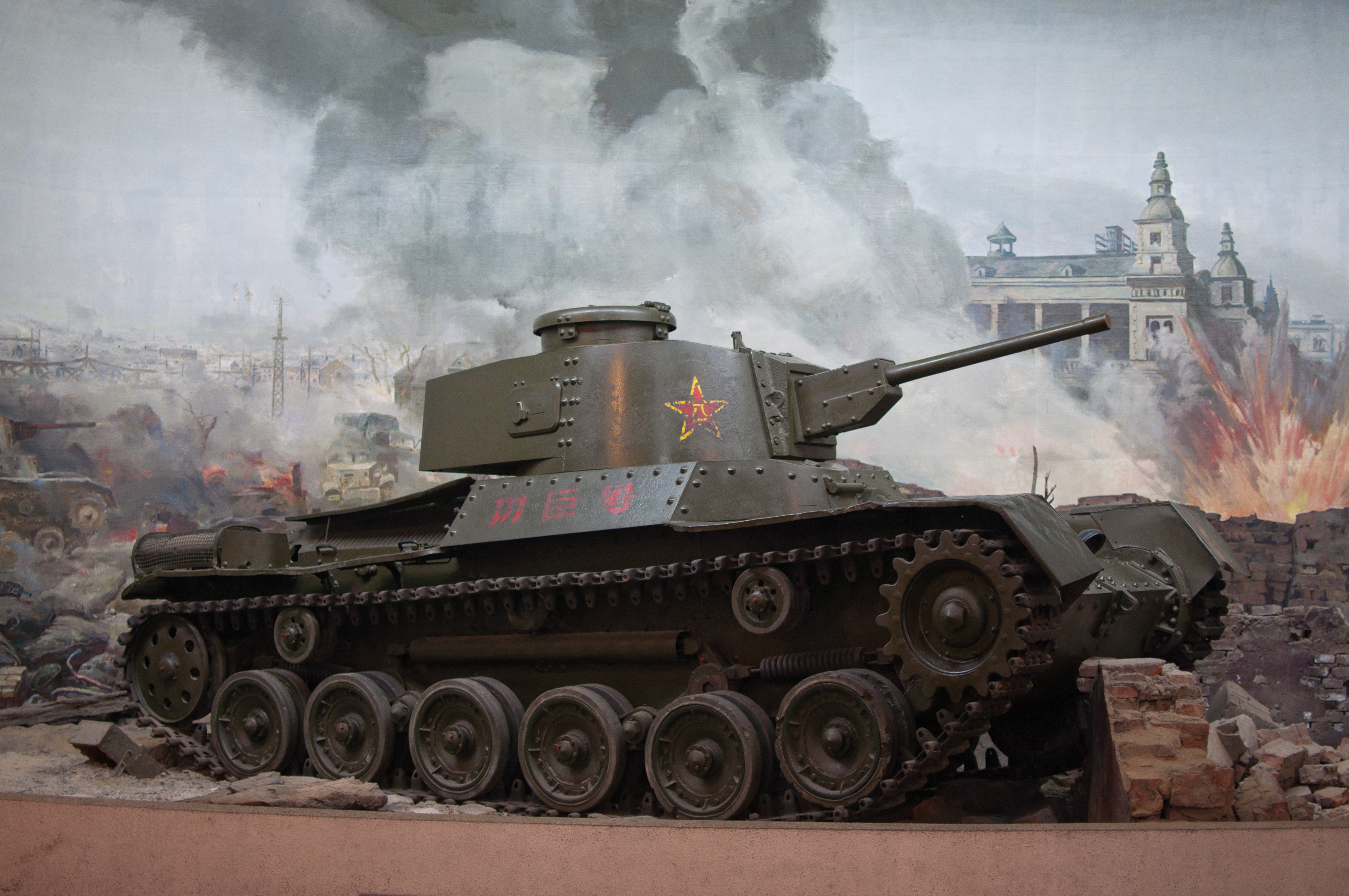
"Gongchen" en exposition.

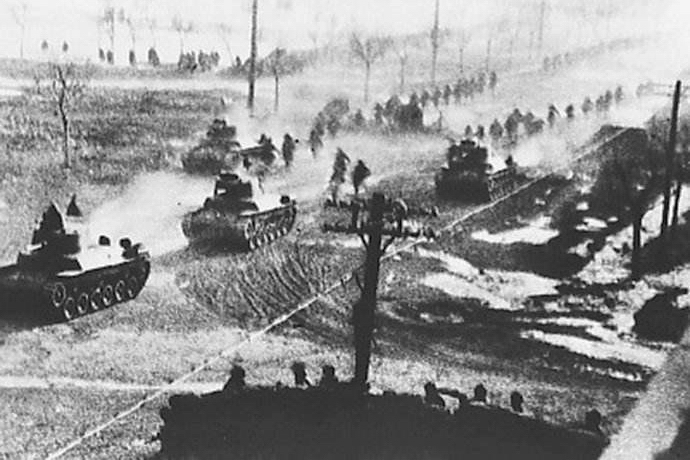
Type 97 de l'APL à Shenyang, 1948.

#### Histoire
Après la fin de la deuxième guerre sino-japonaise en octobre 1945, un excédent de Type 97, appartenant à l'origine à l'armée impériale japonaise, est resté en Chine après la reddition du Japon, du fait de la cessation immédiate de la guerre. La majorité de ces chars furent récupérés par les forces du Kuomintang. Les forces communistes chinoises basées dans le nord-est de la Chine découvrirent une paire de chars dans un arsenal japonais situé à Shenyang. Ces deux chars, qui étaient deux Type 97 Chi-Ha Kai, reçurent les désignations 101 et 102 et furent sécurisés avec du personnel technique. Cependant, les techniciens japonais capturés organisèrent une mutinerie et réussirent à saboter le numéro 101, ne laissant que le 102 intact et fonctionnel. Les communistes transférèrent donc le char restant en lieu sûr. Le 1er décembre 1945, le premier escadron de chars de l'Armée populaire de libération, nommé Brigade de chars spéciaux du Nord-Est (特 縱 坦克 大), est formé à Shenyang (et ne compte que 30 membres.. pour un char !).
Lorsque la guerre civile devient un conflit armé en 1946, les forces blindées de l'Armée de libération du peuple forment le Régiment de chars du nord-est (戰車 團), doté d'une force principale essentiellement constituée de chars Type 97, dont des variantes Kai améliorées. Lors de la bataille de Jinzhou en 1948, le char numéro 102 devint le chef de file d'une percée contre le périmètre défensif des forces nationalistes, ouvrant ainsi la voie à l'infanterie communiste. Après la bataille, le pilote de char, Dong Laifu (董來扶) et son mitrailleur Wu Peilong (吳佩龍), sont promus première classe, et le char numéro 102 est renommé «Gongchen».
Par la suite, Gongchen prit part à la campagne de Liaoshen et à la campagne de Tianjin et entra dans l'enceinte de Pékin le 3 février 1949. Lorsque la République populaire de Chine se forme le 1er octobre 1949, Gongchen fut le char de tête qui mena la parade du défilé militaire qui eut lieu à cette occasion sur la place Tiananmen.
Le stock de 349 chars que l'APL possédait en 1949 comprenait de nombreux Type 97. Alors que la Chine recevait de plus en plus de chars fabriqués par l'Union soviétique pendant la période de la guerre de Corée, les chars japonais furent progressivement rappelés des champs de bataille, avant d'être limités à une utilisation de véhicules d'entraînement. En 1959, Gongchen fut officiellement mis à la retraite, et reste conservé et exposé au Musée militaire de la Révolution du peuple chinois.

#### Caractéristiques
Gongchen subit un certain nombre de modifications durant son service dans l'APL, notamment l'ajout d'une plaque inférieure avant plus étendue, allant jusqu'à la roue motrice. Ses plaques de carénage latérales au niveau du support moteur ont également été retirées. Certains Type 97 chinois auraient également été équipés de moteurs Kharkiv V-2 de 500 chevaux pendant une brève période, mais les véhicules exposés ont tous leurs moteurs retirés ce qui empêche d'affirmer ces propos pour le moment.
Alors que le char de Type 97 Chi-Ha Kai était classé comme char moyen par l'Armée impériale japonaise, l'Armée de libération du peuple, fortement influencée par la doctrine de guerre soviétique, le classa comme char léger dans ses documents officiels.

## Apparence dans les médias
- Dans War Thunder, le Type 97 Chi-Ha Kai est disponible au rang I de l'arbre des forces terrestres japonaises. Le Chi-Ha Short Gun (version avec canon court de 120mm) est également présent au rang II comme véhicule premium. Il est également disponible dans l'arbre terrestre des forces chinoises, plus récent, avec le camouflage trois tons chinois.